# Георг Густав (Пфалц-Велденц)
Георг Густав фон Пфалц-Велденц (на немски: Georg Gustav von Pfalz-Veldenz; * 6 февруари 1564, замък Ремигиусбург; † 3 юни 1634) от фамилията Вителсбахи (линия Пфалц-Велденц), е от 1592 до 1634 г. пфалцграф на Велденц в Лаутерекен.

## Живот
Той е най-възрастният син на Георг Йохан I фон Пфалц-Велденц (1543 – 1592) и съпругата му принцеса Анна Мария Шведска (1545 – 1610), дъщеря на шведския крал Густав I Васа.
Георг Густав следва в университет Тюбинген. След смъртта на баща му през 1592 г. той и братята му разделят наследството. Георг Густав получава Велденц-Лаутерекен, брат му Йохан Август (1575 – 1611) става пфалцграф на Лютцелщайн, Лудвиг Филип (1577 – 1601) – пфалцграф на Гутенберг, и Георг Йохан II (1586 – 1654) – пфалцграф на Гутенберг и Лютцелщайн.
През Тридесетгодишната война испанската войска изгонва Георг Густав от страната му, която получава архиепископ Филип Кристоф фон Зьотерн от Трир. Синът на Георг Густав получава страната обратно през 1648 г. във Вестфалския мир.
Георг Густав е погребан, както майка му, неговата втора съпруга и дъщеря му Мария Елизабета, в църквата „Св. Ремигий“ на Ремигиусберг.

## Фамилия
Първи брак: на 30 октомври 1586 г. в Щутгарт с принцеса Елизабет фон Вюртемберг (1548 – 1592), вдовица на граф Георг Ернст фон Хенеберг-Шлойзинген († 1583), дъщеря на херцог Христоф фон Вюртемберг. Бракът е бездетен.
Втори брак: на 17 май 1601 г. в Цвайбрюкен с пфалцграфиня Мария Елизабет фон Пфалц-Цвайбрюкен (1581 – 1637), дъщеря на пфалцграф и херцог Йохан I фон Пфалц-Цвайбрюкен. Те имат децата:
- Анна Магдалена (1602 – 1630)

∞ 1617 херцог Хайнрих Венцел фон Мюнстерберг (1592 – 1639)
- Йохан Фридрих (1604 – 1632), шведски офицер
- Георг Густав (*/† 1605)
- Елизабет (1607 – 1608)
- Карл Лудвиг (1609 – 1631), убит в битка
- Волфганг Вилхелм (1610 – 1611)
- София Сибила (1612 – 1616)
- Мария Елизабет (1616 – 1649), канониска в манастир Херфорд
- Мариа Амалия (1621 – 1622)
- Магдалена София (1622 – 1691)
- Леополд Лудвиг (1625 – 1694), пфалцграф на Велденц

∞ 1648 графиня Агата фон Ханау-Лихтенберг (1632 – 1681)